# Campeonato Europeu de Atletismo em Pista Coberta de 2021 - 800 m feminino
A prova dos 800 metros feminino do Campeonato Europeu de Atletismo em Pista Coberta de 2021 foi disputada entre os dias 5 e 7 de março de 2021 na Arena Toruń, em Toruń, na Polónia.

## Recordes
Antes desta competição, os recordes mundiais e do campeonato nesta prova eram os seguintes:
|                       | Nome           | Nacionalidade | Tempo     | Local | Data               |
| --------------------- | -------------- | ------------- | --------- | ----- | ------------------ |
| Recorde mundial       | Jolanda Čeplak | Eslovênia     | 1m 55s 82 | Viena | 3 de março de 2002 |
| Recorde do campeonato | Jolanda Čeplak | Eslovênia     | 1m 55s 82 | Viena | 3 de março de 2002 |
| Recorde europeu       | Jolanda Čeplak | Eslovênia     | 1m 55s 82 | Viena | 3 de março de 2002 |

## Medalhistas
| Ouro                   | Prata               | Bronze                  |
| Keely Hodgkinson (GBR) | Joanna Jóźwik (POL) | Angelika Cichocka (POL) |

## Cronograma
Todos os horários são locais (UTC +1).
| Data       | Hora  | Evento    |
| ---------- | ----- | --------- |
| 5 de março | 13:00 | Bateria   |
| 6 de março | 19:00 | Semifinal |
| 7 de março | 18:13 | Final     |

## Resultados

### Bateria
Qualificação: 3 atletas de cada bateria (Q).
| Posição | Bateria | Atleta                  | Nacionalidade | Tempo   | Notas                |
| ------- | ------- | ----------------------- | ------------- | ------- | -------------------- |
| 1       | 5       | Anna Wielgosz           | Polónia       | 2:02.79 | Q,                   |
| 2       | 5       | Nadia Power             | Irlanda       | 2:03.16 | Q                    |
| 3       | 5       | Tanja Spill             | Alemanha      | 2:03.22 | Q                    |
| 4       | 3       | Elena Bellò             | Itália        | 2:03.80 | Q                    |
| 5       | 6       | Christina Hering        | Alemanha      | 2:04.06 | Q                    |
| 6       | 6       | Angelika Cichocka       | Polónia       | 2:04.06 | Q                    |
| 7       | 3       | Isabelle Boffey         | Reino Unido   | 2:04.08 | Q                    |
| 8       | 3       | Daniela García          | Espanha       | 2:04.14 | Q,                   |
| 9       | 6       | Sara Kuivisto           | Finlândia     | 2:04.20 | Q                    |
| 10      | 3       | Síofra Cléirigh Büttner | Irlanda       | 2:04.47 |                      |
| 11      | 6       | Georgie Hartigan        | Irlanda       | 2:04.74 |                      |
| 12      | 5       | Vendula Hluchá          | Chéquia       | 2:04.87 | Recorde da temporada |
| 13      | 2       | Joanna Jóźwik           | Polónia       | 2:05.19 | Q                    |
| 14      | 2       | Irene Baldessari        | Itália        | 2:05.44 | Q                    |
| 15      | 5       | Jerneja Smonkar         | Eslovênia     | 2:05.44 |                      |
| 16      | 2       | Selina Rutz-Büchel      | Suíça         | 2:05.62 | Q                    |
| 17      | 1       | Keely Hodgkinson        | Reino Unido   | 2:05.63 | Q                    |
| 18      | 2       | Mirte Fannes            | Bélgica       | 2:05.65 |                      |
| 19      | 3       | Svitlana Zhulzhyk       | Ucrânia       | 2:05.68 |                      |
| 20      | 1       | Lovisa Lindh            | Suécia        | 2:05.78 | Q                    |
| 21      | 1       | Eleonora Vandi          | Itália        | 2:06.02 | Q                    |
| 22      | 6       | Anita Horvat            | Eslovênia     | 2:06.08 |                      |
| 23      | 4       | Ellie Baker             | Reino Unido   | 2:06.15 | Q                    |
| 24      | 1       | Līga Velvere            | Letônia       | 2:06.26 |                      |
| 25      | 4       | Lore Hoffmann           | Suíça         | 2:06.35 | Q                    |
| 26      | 4       | Vanessa Scaunet         | Bélgica       | 2:06.44 | Q                    |
| 27      | 4       | Hedda Hynne             | Noruega       | 2:06.46 |                      |
| 28      | 4       | Katharina Trost         | Alemanha      | 2:06.89 |                      |
| 29      | 1       | Delia Sclabas           | Suíça         | 2:07.04 |                      |
| 30      | 2       | Bregje Sloot            | Países Baixos | 2:07.33 |                      |
| 31      | 3       | Suzanne Voorrips        | Países Baixos | 2:07.78 |                      |
| 32      | 4       | Gaël De Coninck         | Suécia        | 2:08.05 |                      |
| 33      | 6       | Konstadina Yiannopoulou | Grécia        | 2:08.62 |                      |
| 34      | 2       | Albina Deliu            | Kosovo        | 2:14.06 |                      |
| 35      | 5       | Britt Ummels            | Países Baixos | DSQ     |                      |

### Semifinal
Qualificação: 2 atletas de cada bateria (Q).
| Posição | Bateria | Atleta             | Nacionalidade | Tempo   | Notas |
| ------- | ------- | ------------------ | ------------- | ------- | ----- |
| 1       | 1       | Keely Hodgkinson   | Reino Unido   | 2:03.11 | Q     |
| 2       | 2       | Joanna Jóźwik      | Polónia       | 2:03.15 | Q     |
| 3       | 3       | Angelika Cichocka  | Polónia       | 2:03.18 | Q     |
| 4       | 3       | Ellie Baker        | Reino Unido   | 2:03.29 | Q     |
| 5       | 2       | Isabelle Boffey    | Reino Unido   | 2:03.34 | Q     |
| 6       | 1       | Lore Hoffmann      | Suíça         | 2:03.58 | Q     |
| 7       | 2       | Elena Bellò        | Itália        | 2:03.61 |       |
| 8       | 3       | Sara Kuivisto      | Finlândia     | 2:03.64 |       |
| 9       | 1       | Christina Hering   | Alemanha      | 2:03.67 |       |
| 10      | 3       | Nadia Power        | Irlanda       | 2:04.04 |       |
| 11      | 2       | Lovisa Lindh       | Suécia        | 2:04.12 |       |
| 12      | 3       | Daniela García     | Espanha       | 2:04.32 |       |
| 13      | 2       | Tanja Spill        | Alemanha      | 2:04.43 |       |
| 14      | 1       | Eleonora Vandi     | Itália        | 2:04.97 |       |
| 15      | 1       | Anna Wielgosz      | Polónia       | 2:05.29 |       |
| 16      | 3       | Irene Baldessari   | Itália        | 2:06.36 |       |
| 17      | 2       | Selina Rutz-Büchel | Suíça         | 2:07.47 |       |
| 18      | 1       | Vanessa Scaunet    | Bélgica       | 2:07.71 |       |

### Final
A final aconteceu às 18:13 no dia 7 de março de 2021.
| Posição           | Atleta            | Nacionalidade | Tempo   | Notas |
| ----------------- | ----------------- | ------------- | ------- | ----- |
| Medalha de ouro   | Keely Hodgkinson  | Reino Unido   | 2:03.88 |       |
| Medalha de prata  | Joanna Jóźwik     | Polónia       | 2:04.00 |       |
| Medalha de bronze | Angelika Cichocka | Polónia       | 2:04.15 |       |
| 4                 | Ellie Baker       | Reino Unido   | 2:04.40 |       |
| 5                 | Lore Hoffmann     | Suíça         | 2:04.84 |       |
| 6                 | Isabelle Boffey   | Reino Unido   | 2:07.26 |       |

Legenda
| Recorde mundial       | Recorde mundial (World record)               |                       | Recorde africano                      | Recorde africano (African) |                                           | Q | Classificado por posição (Qualified) |
| Recorde do campeonato | Recorde do campeonato (Championship record)  | Recorde da América    | Recorde da América (Americas)         | q                          | Classificado por melhor tempo (Qualified) |   |                                      |
| Melhor marca do ano   | Melhor marca do ano (World leading)          | Recorde asiático      | Recorde asiático (Asian)              | DNS                        | Não largou (Did not start)                |   |                                      |
| Recorde nacional      | Recorde nacional (National record)           | Recorde europeu       | Recorde europeu (European)            | DNF                        | Não terminou (Did not finish)             |   |                                      |
| Recorde pessoal       | Recorde pessoal do atleta (Personal best)    | Recorde da Oceania    | Recorde da Oceania (Oceania)          | DSQ / DQ                   | Desclassificado (Disqualified)            |   |                                      |
| Recorde da temporada  | Recorde da temporada do atleta (Season best) | Recorde sul-americano | Recorde sul-americano (South America) | NM                         | Sem marca (No mark)                       |   |                                      |